# Båstads kommun
Båstads kommun är en kommun i Skåne län, i före detta Kristianstads län. Centralort är Båstad.
Kommunen utgörs av en del av urbergshorsten Hallandsåsen. Hälften av ytan utgörs av jordbruksmark och jordbruk är också en betydande del av näringslivet. Andra viktiga sektorer är industri, handel och turism. 
Sedan kommunen bildades 1971 har befolkningstrenden, med undantag för enstaka år, varit positiv. Fram till 1998 var Centerpartiet starkaste parti i samtliga val, därefter har starkaste partiet växlat mellan det lokala Bjärepartiet, Centerpartiet och Socialdemokraterna. Mandatperioden 2022–2026 styrs kommunen av Liberalerna, Socialdemokraterna, Moderaterna och Kristdemokraterna. Samma koalitionen styrde även under mandatperioden 2018–2022.

## Administrativ historik
Kommunens område motsvarar socknarna: Båstad, Förslöv, Grevie, Hov, Torekov, Västra Karup och  Östra Karup (denna socken belägen i Halland). I dessa socknar bildades vid kommunreformen 1862 landskommuner med motsvarande namn. 
I området fanns Torekovs municipalsamhälle från 31 december 1879, Båstads köpings municipalsamhälle från 1900 (alternativt 1924) och Malens municipalsamhälle från 8 maj 1931. De två sistnämnda upplöstes vid årsskiftet 1936/1937 när Båstads köping bildades genom en ombildning av Båstads landskommun.
Vid kommunreformen 1952 bildades "storkommunerna" Förslövsholm (av kommunerna Förslöv och Grevie), Karup (av Hasslöv, Skummeslöv och Östra Karup i Hallands län) samt Västra Bjäre (av Hov, Torekov och Västra Karup). Torekovs municipalsamhälle upplöstes, medan Båstads köping förblev oförändrad.
Båstads kommun bildades vid kommunreformen 1971 av Båstads köping, Förslövsholms landskommun och  Västra Bjäre landskommun samt en del ur Karups landskommun (Östra Karups församling), vilken del samtidigt överfördes från Hallands län till Kristianstads län.
Kommunen ingick från bildandet till 2001 i Ängelholms domsaga och ingår sedan 2001 i Helsingborgs domsaga.

## Geografi
Kommunen täcker större delen av Bjärehalvön med Laholmsbukten i norr och Skälderviken i söder, som är en vik och en bukt i Kattegatt. Båstads kommun är i huvudsak belägen i den nordvästra delen av landskapet Skåne med en mindre del (Östra Karups distrikt) i södra Halland. Kommunen gränsar till Ängelholms kommun i före detta Kristianstads län, samt i norr till Laholms kommun i Hallands län.

### Topografi och hydrografi
Kommunen utgörs av en del av urbergshorsten Hallandsåsen. Kusten mellan Hovs hallar i nordväst och Båstad följer Hallandsåsen norra förkastningslinje, vilken är mycket brant. Stranden ändrar karaktär vid centralorten där Laholmsbukten tar över med sandstränder och dynområden. I söder gränsar Hallandsåsen till ett område med yngre kalkrik berggrund. Där är åkrarna vidsträckta och jorden rik på kalk. På urberget är jorden magrare, vilket ger mindre odlingsenheter vilka delvis utgörs av fruktodlingar. Inom Bjärekustens naturreservat, med exempelvis Hovs hallar, finns de mindre skogsområdena nära stranden.
Nedan presenteras andelen av den totala ytan 2020 i kommunen jämfört med riket.
|  | Bebyggelse (13,7 %) |

|  | Skog (27,4 %) |

|  | Öppen myrmark (0,6 %) |

|  | Jordbruksmark (53,0 %) |

|  | Övrig mark (5,3 %) |

|  | Bebyggelse (3,1 %) |

|  | Skog (68,0 %) |

|  | Öppen myrmark (7,2 %) |

|  | Jordbruksmark (7,4 %) |

|  | Övrig mark (14,3 %) |

### Naturskydd
År 2023 fanns 15 naturreservat i Båstads kommun. Bland dessa hittas exempelvis Axelstorps skogar på Hallandsåsens nordvästra sluttning. I området finns bland annat sumpalskog kring Bjäredsbäcken och Axelstorpsbäcken. I reservatet växer rödlistade arter som röd bokvårtlav,  orangepudrad klotterlav och alsidenmossa. Ett annat exempel är Hallands väderö som även är skyddat som Natura 2000-område. Det är ett av ett av Skånes större naturreservat och inkluderar grunda vatten, öar och skären runt huvudön. I delar av reservatet häckar fåglararter som ejder, tobisgrissla, tordmule och sillgrissla.

### Administrativ indelning
Fram till 2016 var kommunen för befolkningsrapportering indelad i fyra församlingar – Båstad-Östra Karups församling, Förslöv-Grevie församling, Torekovs församling och Västra Karup-Hovs församling.

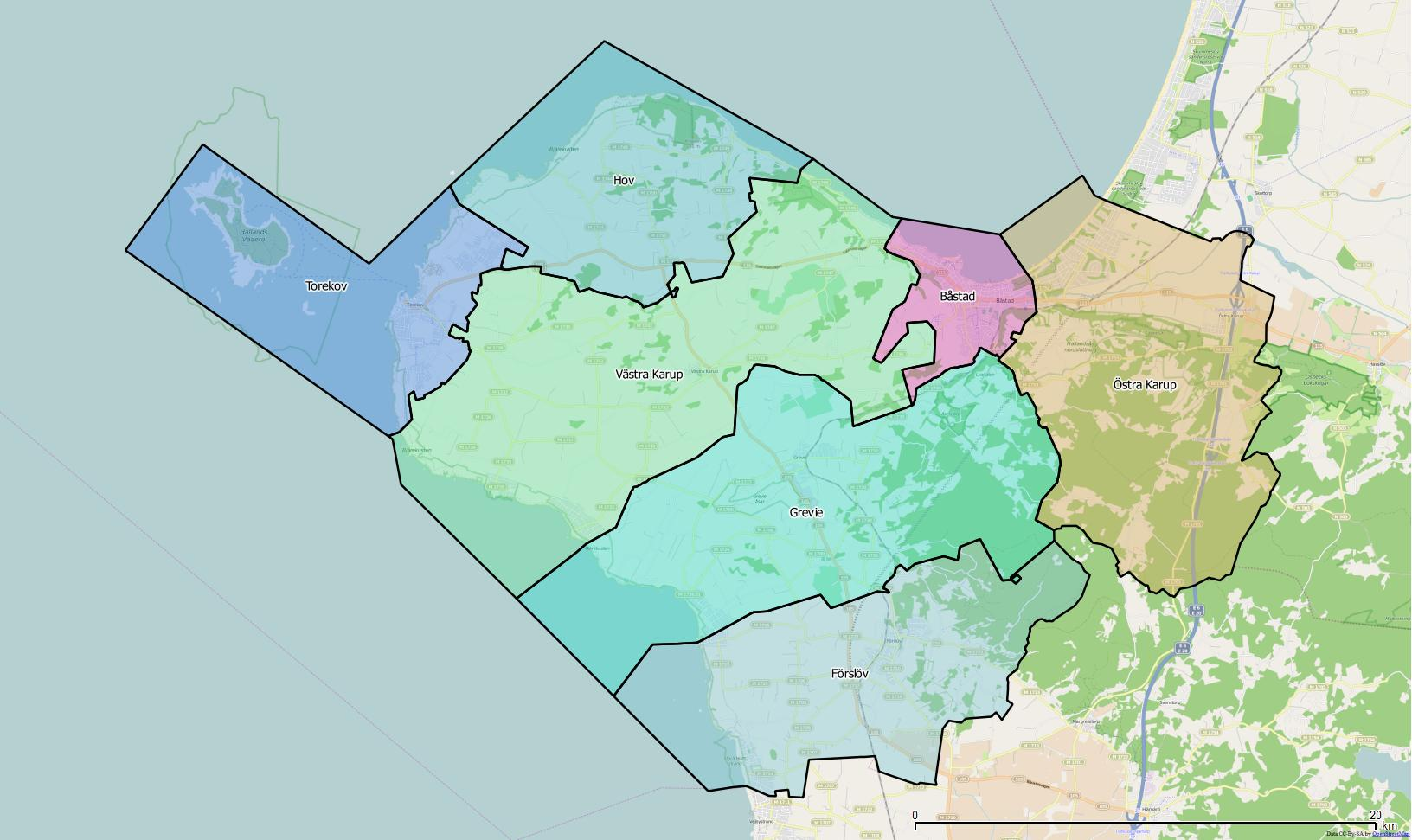
Distrikt (socknar) inom Båstads kommun

Från 2016 indelas kommunen istället i sju distrikt, vilka motsvarar de tidigare socknarna: Båstad, Förslöv, Grevie, Hov, Torekov, Västra Karup och Östra Karup.

### Tätorter
Det finns sju tätorter i Båstads kommun.
I tabellen presenteras tätorterna i storleksordning per den 31 december 2015. Centralorten är i fet stil.
| Nr | Tätort                | Befolkning |
| -- | --------------------- | ---------- |
| 1  | Båstad                | 5 146      |
| 2  | Förslöv               | 2 386      |
| 3  | Torekov               | 1 078      |
| 4  | Grevie                | 937        |
| 5  | Östra Karup (del av*) | 786        |
| 6  | Västra Karup          | 552        |
| 7  | Ängelholm (del av*)   | 331        |

* En mindre del av tätorten Östra Karup tillhör Laholms kommun.
* Större delen av tätorten Ängelholm tillhör Ängelholms kommun.

## Styre och politik

### Styre
Mandatperioden 2010–2014 styrdes kommunen av Alliansen, vilka samlade 23 av 41 mandat i kommunfullmäktige. 
Efter valet 2014 bildade Bjärepartiet, Centerpartiet och Kristdemokraterna en styrande koalition, mittkoalitionen. Dessa partier samlade 15 av fullmäktiges 41 mandat.

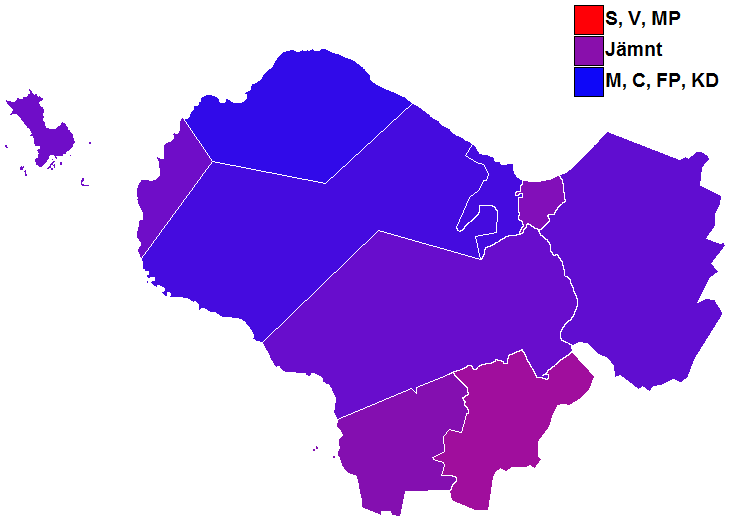
Båstads valkretsar och resultat i omvalet 2015.

Valet 2014 överklagades dock efter att ett antal extra valsedlar dykt upp hos länsstyrelsen jämfört med kommunens egen räkning på valnatten, med följden att ett mandat i kommunfullmäktige bytte parti. Den 17 december 2014 beslutade Valprövningsnämnden att det skulle hållas omval i Båstads kommun. Omvalet hölls den 10 maj samma år.
I valet 2015 röstade ungefär var tredje röstberättigad på Bjärepartiets och de bildade  ett minoritetsstyre genom en valteknisk samverkan med Socialdemokraterna. Mandatperioden 2018–2022 bildade Liberalerna, Socialdemokraterna, Moderaterna och Kristdemokraterna en majoritetskoalition som samlade 21 av kommunfullmäktiges 41 mandat. Koalitionen, Samverkan för Bjäre, fortsätter styra i majoritet under mandatperioden 2022–2026.

### Kommunfullmäktige

#### Presidium
| Presidium 2022–2026    | Presidium 2022–2026 | Presidium 2022–2026 |
| ---------------------- | ------------------- | ------------------- |
| Ordförande             | M                   | Gösta Sandgren      |
| Förste vice ordförande | S                   | Jessica Andersson   |
| Andre vice ordförande  | BJP                 | Helena Stridh       |

#### Mandatfördelning 1970–2022
| 11 | 20 | 8 |  | 9 |

| 45 |

| 11 | 22 | 5 |  | 10 |

| 38 | 11 |

| 10 | 2 | 20 | 5 |  | 11 |

| 36 | 13 |

| 9 | 2 | 3 | 17 | 5 | 13 |

| 35 | 14 |

| 10 | 2 | 2 | 15 | 4 | 16 |

| 37 | 12 |

| 10 | 3 |  | 12 | 8 | 15 |

| 33 | 16 |

| 10 | 4 |  | 12 | 8 | 14 |

| 31 | 18 |

| 8 | 2 | 5 |  | 11 | 6 | 2 | 14 |

| 32 | 17 |

| 11 |  |  |  | 12 | 6 |  | 16 |

| 30 | 19 |

| 2 | 6 | 4 | 8 | 5 | 4 | 12 |

| 24 | 17 |

|  | 7 | 6 | 6 | 6 | 4 | 11 |

| 25 | 16 |

| 7 |  |  | 7 | 6 | 4 | 2 | 13 |

| 27 | 14 |

| 6 | 3 | 2 | 7 | 6 | 3 |  | 13 |

| 25 | 16 |

| 6 | 3 | 4 | 9 | 5 | 3 |  | 10 |

| 23 | 18 |

| 5 | 2 | 5 | 13 | 5 | 3 | 8 |

| 23 | 18 |

| 6 | 2 | 3 | 9 | 6 | 4 |  | 10 |

| 29 | 12 |

| 7 | 2 | 6 | 5 | 3 | 3 |  | 14 |

| 22 | 19 |

### Nämnder

#### Kommunstyrelse
| Presidium 2023–2026    | Presidium 2023–2026 | Presidium 2023–2026    |
| ---------------------- | ------------------- | ---------------------- |
| Ordförande             | M                   | Johan Olsson Swanstein |
| Förste vice ordförande | S                   | Ingela Stefansson      |
| Andre vice ordförande  | BJP                 | Bo Wendt               |

Källa:

#### Övriga nämnder
| Nämnd                      | Ordförande | Ordförande            | Vice ordförande | Vice ordförande   | Andre vice ordförande | Andre vice ordförande |
| -------------------------- | ---------- | --------------------- | --------------- | ----------------- | --------------------- | --------------------- |
| Miljö- och byggnadsnämnden | M          | Rustan Svensson       | L               | Ingrid Nygren     | C                     | Christian Nilsson     |
| Socialnämnden              | S          | Jessica Andersson     | M               | Cathrine Eriksson | BJP                   | Inge Henriksson       |
| Utbildningsnämnden         | M          | Håkan Hagström        | S               | Karolin Högberg   | BJP                   | Helena Stridh         |
| Valnämnden                 | S          | Ann-Margret Kjellberg | M               | Ulf Jiewertz      |                       |                       |
| Vård- och omsorgsnämnden   | M          | Ulf Jiewertz          | S               | Iréne Ebbesson    | BJP                   | Ingrid Edgardsdotter  |

Källa:

### Vänorter
- Halsnæs, Danmark
- Mielno, Polen

## Ekonomi och infrastruktur

### Näringsliv
Järnvägens tillkomst i slutet av 1800-talet (invigd 1885) medförde att både Grevie och Båstad fick ett uppsving. Ett helt nytt samhälle växte fram i Grevie med verksamheter inom främst  skjutstrafik, handel och hotellverksamhet. I och med järnvägen tillkom också de första badgästerna, men också början till industrialiseringen. I början av 2020-talet var viktiga näringar industri, handel, turism och  jordbruk. Näringslivet i Östra Karup är så gott som helt uppbyggt på jordbruket. Bland större industrier i kommunen återfanns Lindab Ventilation AB, Nolato Polymer AB, Peab och Lindab Profil AB. Även besöksnäringarna var av stor betydelse för näringslivet.

### Infrastruktur

#### Transporter
Den östra delen av kommunen genomkorsas av E6/E20. Länsväg 115 sträcker sig genom kommunen i väst-östlig riktning medan länsväg 105 sträcker sig från nordväst mot sydöst. Från norr till söder genomkorsas kommunen av Västkustbanan. Den trafikeras av Öresundstågs fjärrtåg med stopp i Båstad samt av Pågatågens regiontåg mellan Halmstad och Helsingborg med stopp både vid Båstads station och Förslövs station.

## Befolkning

### Demografi

#### Befolkningsutveckling
Kommunen har 16 026 invånare (31 december 2024), vilket placerar den på 150:e plats avseende folkmängd bland Sveriges kommuner.
| Befolkningsutvecklingen i Båstads kommun 1970–2020 | Befolkningsutvecklingen i Båstads kommun 1970–2020 | Befolkningsutvecklingen i Båstads kommun 1970–2020 | Befolkningsutvecklingen i Båstads kommun 1970–2020 | Befolkningsutvecklingen i Båstads kommun 1970–2020 |
| -------------------------------------------------- | -------------------------------------------------- | -------------------------------------------------- | -------------------------------------------------- | -------------------------------------------------- |
|                                                    |                                                    |                                                    |                                                    |                                                    |
| År                                                 |                                                    |                                                    | Folkmängd                                          |                                                    |
| 1970                                               | 1970                                               |                                                    | 10 456                                             |                                                    |
| 1975                                               | 1975                                               |                                                    | 11 160                                             |                                                    |
| 1980                                               | 1980                                               |                                                    | 12 091                                             |                                                    |
| 1985                                               | 1985                                               |                                                    | 12 578                                             |                                                    |
| 1990                                               | 1990                                               |                                                    | 13 577                                             |                                                    |
| 1995                                               | 1995                                               |                                                    | 14 098                                             |                                                    |
| 2000                                               | 2000                                               |                                                    | 14 090                                             |                                                    |
| 2005                                               | 2005                                               |                                                    | 14 044                                             |                                                    |
| 2010                                               | 2010                                               |                                                    | 14 278                                             |                                                    |
| 2015                                               | 2015                                               |                                                    | 14 373                                             |                                                    |
| 2020                                               | 2020                                               |                                                    | 15 413                                             |                                                    |

## Kultur

### Kulturarv
År 1918 stod Norrvikens trädgårdar klar vid Laholmsbukten. De anlades av trädgårdsmästaren Rudolf Abelin och var i början av 2020-talet en av Sveriges bäst bevarade trädgårdar från 1900-talet.
År 2022 fanns fyra byggnadsminnen i kommunen – Klintahuset, Skjulet, Villa Sommarlek och Ågegården.

### Kommunsymboler

#### Kommunvapen
Blasonering: I fält av silver ett rött tremastat kofferdifartyg med tre råsegel på de främre masterna och ett latinmesansegel på mesanmasten, som har en naturfärgad svensk flagga på toppen.
Förebild till vapnet är ett sigill från 1783, och det fastställdes av Kungl. Maj:t 1941. 1974 registrerades vapnet för den nya kommunen; ingen konkurrens fanns.

#### Kommunfågel

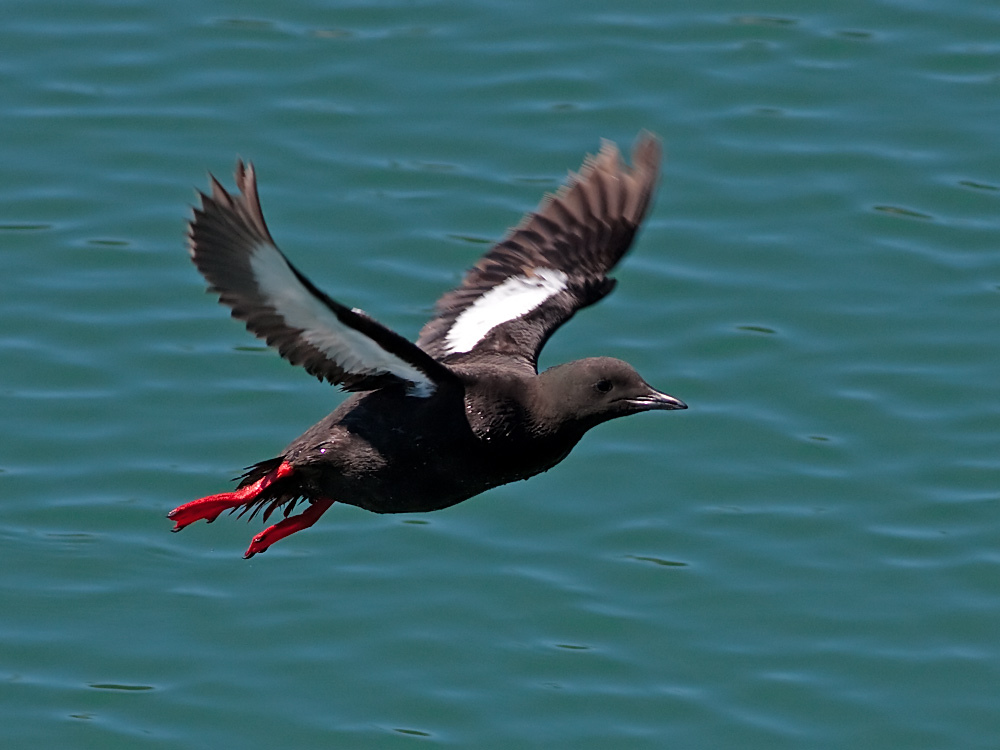
Tobisgrisslan är Båstads kommunfågel.